# Emmaculate Anyango
Emmaculate Anyango Achol (* 2. April 2000) ist eine kenianische Leichtathletin, die sich auf den Langstreckenlauf spezialisiert hat.

## Sportliche Laufbahn
Erste internationale Erfahrungen sammelte Emmaculate Anyango im Jahr 2019, als sie bei den Juniorenafrikameisterschaften in Abidjan in 9:36,05 min die Silbermedaille im 3000-Meter-Lauf gewann. Bei den Crosslauf-Weltmeisterschaften 2024 in Belgrad belegte sie nach 31:24 min den vierten Platz im Einzelbewerb und sicherte sich in der Teamwertung die Goldmedaille. Zuvor siegte sie in 32:55 min beim Sirikwa Cross Country Classic in Nairobi. Im Oktober 2024 wurde sie vorläufig gesperrt, nachdem sie positiv auf Testosteron and EPO getestet worden war. Im November 2024 wurde sie für sechs Jahre gesperrt.

## Persönliche Bestzeiten
- 3000 Meter: 9:29,84 min, 22. März 2019 in Nairobi
- 5000 Meter: 15:22,80 min, 18. Mai 2023 in Nerja
- 10.000 Meter: 32:51,58 min, 20. Mai 2023 in Maia
- 10-km-Straßenlauf: 28:57 min, 14. Januar 2024 in Valencia